# Meriones tamariscinus
Meriones tamariscinus är en däggdjursart som först beskrevs av Peter Simon Pallas 1773.  Meriones tamariscinus ingår i släktet Meriones och familjen råttdjur. IUCN kategoriserar arten globalt som livskraftig. Inga underarter finns listade i Catalogue of Life.
Denna ökenråtta blir 15 till 18 cm lång (huvud och bål) och har en cirka 15 cm lång svans. Pälsen har på ovansidan en gulaktig färg med gråa, bruna eller mörkbruna skuggor. Vid undersidan är pälsen ljusare till vit. Svansen är bra täckt med hår som bildar vid spetsen en tofs.
Arten förekommer i centrala Asien från ryska regioner nordväst om Kaspiska havet till centrala Kina. Den lever i låglandet och i bergstrakter eller på högplatå upp till 2200 meter över havet. Habitatet utgörs av buskskogar, mindre skogar och oaser i öknar med gräs och några buskar som växtlighet.
Flera med varandra besläktade hanar och honor bildar mindre kolonier utan utpräglad hierarki. De äter frön samt några gröna växtdelar. Fortplantningstiden börjar i februari (vid Kaspiska havet) eller i mars (centrala Kina) och varar i 6 månader. Honor har under tiden upp till tre kullar med 4 eller 5 ungar per kull. Under de hetaste månaderna föds sällan ungar.